# Manuel Abad y Queipo
Manuel Abad y Queipo (* 26. August 1751 in Villarpedre (Asturien); † 15. September 1825 in Toledo) war ein spanischer Kirchenrechtler und zur Zeit des Mexikanischen Unabhängigkeitskrieges von 1810 bis 1814 römisch-katholischer Bischof von Michoacán, einem Bistum im damaligen Vizekönigreich Neuspanien (heute zu Mexiko gehörig).

## Leben
Manuel Abad y Queipo war der illegitime Sohn eines asturischen Adligen. Er absolvierte ein Studium an der Universität Salamanca und schloss es mit dem Bakkalaureat in Recht und Kirchenrecht ab. 1779 begab er sich nach Guatemala und wurde zum Priester geweiht. 1784 übersiedelte er nach Valladolid (im heutigen Mexiko) und wirkte dort bis 1808 als Richter an einem Kirchengericht. In einem 1799 verfassten Bericht an König Karl IV. von Spanien (Representación al rey, sobre immunidades del clero) verteidigte er zwar vehement die Immunität und Privilegien der Kirche, trat aber auch für sozial-ökonomische und politische Reformen in Neuspanien ein. Die indigene Bevölkerung sollte keinen Tribut mehr zahlen müssen und Königs- und Gemeindeland kostenlos erhalten. Außerdem sei zu ihren Gunsten brachliegendes Land von Großgrundbesitzern zu enteignen. Ferner sollte Indianern das Recht eingeräumt werden, Woll- und Baumwollfabriken zu gründen. 1804 trat Abad y Queipo gegen die Anordnung des einflussreichen spanischen Staatsmanns Manuel de Godoy  auf, welche die Überweisung von Kircheneinkünften an den Staat vorsah. 
1805 erhielt Abad y Queipo die Doktorwürde in Kirchenrecht von der Universität Guadalajara verliehen und wurde Kanoniker an der Kathedrale von Valladolid. Von einer zwischenzeitlichen Reise nach Spanien kehrte er 1808 im Rang eines Generalvikars nach Amerika zurück. 1810 wurde er von der in Spanien gegen die eingefallenen Truppen Napoleons kämpfenden Junta zum Nachfolger des verstorbenen Bischofs von Michoacán, Marcos de Moriana y Zafrilla, bestimmt, doch bestätigte Papst Pius VII. diese Ernennung nicht. Beim Ausbruch des Aufstandes gegen die spanische Kolonialherrschaft im gleichen Jahr verfocht Abad y Queipo strikt einen gegen die Unabhängigkeitsbestrebungen Mexikos gerichteten Standpunkt und exkommunizierte den Priester und Führer der Insurgenten, Miguel Hidalgo, obwohl dieser sein Freund war, sowie weitere Unterstützer des Kampfes gegen Spanien. Doch durch seine moderate politische Position, gemäß der er weiterhin tiefgreifende soziale und wirtschaftliche Reformen in Neuspanien einforderte, entfremdete er sich auch den Royalisten, die ihm vorwarfen, dass er ihre Partei verraten habe. Der nach dem Sturz Napoleons 1814 auf den Thron zurückgekehrte König Ferdinand VII. hob die Ernennung Abad y Queipos, der sich öffentlich gegen die Inquisition ausgesprochen hatte, zum Bischof wieder auf.
Nachdem Abad y Queipo 1815 in einem Bericht an Ferdinand VII. Fehler des Vizekönigs Félix María Calleja angeprangert hatte, kehrte er nach Spanien zurück, um sich in einem Inquisitionsprozess zu verteidigen. Ihm wurde seine angeblich zu liberale und den mexikanischen Aufständischen gegenüber zu freundliche Haltung vorgeworfen. Ein Gespräch mit dem König verhalf Abad y Queipo zur Begnadigung. Er wurde 1816 zum Justizminister ernannt, aber bereits nach drei Tagen wieder entlassen und auf Befehl des Großinquisitors, der seinen Fall wieder aufnahm, zwei Monate inhaftiert.
Abad y Queipo war ein Anhänger der Verfassung von 1812. Während des liberalen Trienniums (1820–1823) gehörte er, nachdem sich Ferdinand VII. im März 1820 zur Wiederherstellung dieser Konstitution gezwungen gesehen hatte, zunächst der provisorischen Regierungsjunta an und amtierte danach als Abgeordneter der Provinz Asturien in den Cortes. Insbesondere auf sein Drängen hin schaffte der König die Inquisition am 9. März 1820 ab. 1822 wurde Abad y Queipo zum Bischof von Tortosa ernannt, aber erneut nicht vom Papst bestätigt. Nachdem Ferdinand VII. 1823  durch die französische Intervention seine absolutistische Macht wiedererlangt hatte, wurde der alte Prälat erneut eingesperrt und zu sechs Jahren Haft im Kloster Santa María da la Sisla zu Toledo verurteilt. Dort starb er im September 1825 im Alter von 74 Jahren vor Verbüßung der vollen Haftstrafe.